# قلعة بني حماد
تقع قلعة بني حماد بالمعاضيد شمال شرق ولاية المسيلة بالجزائر على بعد 36 كلم كانت العاصمة الأولى (قبل بجاية) لدولة الحماديين الصنهاجيين، التي بلغت أوجها في القرن الحادي عشر.
تقع هذه الآثار على ارتفاع 1000 متر فوق سطح البحر وهي محاطة بجبال الحضنة التي تشكل خلفية ملائمة للقلعة.

## تاريـخهـا
تعد قلعة بني حماد بالمعاضيـد التابعة لولاية المسيلة من أحد رموز الدولة الإسلامية بالجزائر وتعتبر امتدادا لدولة حماد بن بلكين الذي حاول صقل وتثبيت الهوية الإسلامية، ورغم أهمية هذا الصرح التاريخي والإسلامي الكبير إلا أن القلعة باتت في طريقها إلى الزوال·.
يعود تاريخ إنجاز وبناء قلعة بني حماد إلى سنة1007 إلى 1008 م على يد حماد بن بلكين الذي اختار مكانا محصنا لقلعته وإستراتيجيا فوق سفح جبل تيقريست وعلى ارتفاع 1000 متر فوق سطح البحر وذلك بغية عمليات المراقبة العسكرية للأماكن المجاورة، وقد دامت مدة بناء هذا الصرح الإسلامي العظيم 30 سنة أستخدمت فيها الهندسة المعمارية الإسلامية الأصيلة بزخارف وتصميمات تعكس التراث الإسلامي الممتد عبر القرون الغابرة في أي بقعة يوجد بها الإسلام.
يحد القلعة من الغرب هضبة قوراية ومن الشرق شعاب وادي فرج وقد وضع للقلعة ثلاثة أبواب، باب الأقواس وباب جراوة وباب الجنان ويحيط بالقلعة سور عظيم مبني بطريقة مذهلة وبالحجارة المسننة المستخرجة من جبل تيقريست، ويوجد بالقلعة عديد الكنوز والمعالم الأثرية المهمة وأهمها المسجد الكبير ومصلى قصر المنار الذي يعتبر أصغر مسجد في العالم بطول بلغ 1.60 سم، هذا بالإضافة إلى القصور الأخرى الممتدة عبر مساحات القلعة وعلى امتداد أكثر من 50 كم والتي بناها حماد بن بلكين على غرار قصر الأمير والذي يحتوي على بحيرة تعد مشابهة لقصر الحمراء بالأندلس، بالإضافة إلى قصر المنار والذي يمثل أعظم صرح وذلك بفعل حجمه الهائل والذي يحتوي على عديد الكنوز الأثرية أهمها المصلى الصغير الذي اكتشف سنة 1968 من طرف الدكتور رشيد بورويبة، كذالك قصر السلام وقصر الكواكب والذين ما يزالان تحت الأنقاض إلى حد الآن ولم تجر بهما أية حفريات حتى اليوم.

قلعة بني حماد من منظر أمامي

## مخاطر سقوط قلعة الحماديين
- رغم تصنيف القلعة من طرف منظمة اليونسكو سنة 1980 ضمن المواقع المهمة التي تستوجب الاهتمام والعناية اللازمة كالقصبة بالجزائر إلا إن الواقع يثبت أنه كلما تقدم الزمن إلا وبقت القلعة في خطر، فبعدما أعاد العباس الحفصي للقلعة مكانتها المرموقة واتخذها ملجأ له وبعد أن كانت نبراسا للعلم وملهمة لعديد العلماء صارت القلعة اليوم مزارا وملجأ للتنزه العائلي عن كل ما تحمله القلعة من رموز ومعاني تمثل أهم الميزات الإسلامية الخالدة اليوم.
- فقد قال الإدريسي:(مدينة القلعة من أكبر البلاد قطرا وأكثرها خلقا وأغزرها خيرا وأوسعها أسوارا وأحسنها قصورا ومساكن، وهي في سند جبل سامي العلو صعب الارتفاع وقد استدار صورها بجميع الجبل ويسمى تيقريصت وأعلى هذا الجبل متصل بسيط من الأرض)· واليوم القلعة لم تحض بأي اهتمام يذكر أو ترميم مسها عدا بعض المحاولات هنا وهناك سنة 1974 حيث رممت صومعة المسجد الكبير والتي تعد نسخة مطابقة لمسجد إشبيلية كذلك سنة 1976.
- وإلى سنة 1982، حيث وضع تصميم للأنقاض وترميم الموقع من طرف منظمة اليونسكو وكذالك في سنة 1987 أين اتجهت بعثة جزائرية وبولونية لترميم القلعة وإنقاذ ما أمكن إنقاذه، لكن الواقع يثبت أن أجزاء كبيرة من القلعة تضررت وبشكل كبير فالمسجد الكبير لم يعد كبيرا كما كان، حيث لم تبق منه إلا المئذنة والتي ما تزال شامخة لحد الآن، والحفريات التي كانت تقام هنا وهناك فجل ما كان يعثر عليه ويستخرج كان يوجه إلى خارج الوطن، فأول حفرية بالقلعة كانت على يد بول بلا نشي سنة 1987 ثم لوسيان قولوفان ما بين 1950 و 1960 لكن ما وجده هذا الأخير وجه إلى متحف الباردو بباريس ومما ساعد على نسيان وطي صفحة اسمها من التراث الإسلامي بالجزائر هو غياب التحسيس الإعلامي والخرجات الميدانية والتي تكاد تكون معدومة، كل هذه الأمور عجلت باندثار تدريجي للقلعة إن لم نقل زوالا نهائيا لها·
- يذكر رواد التاريخ والآثار أن بناء القلعة في هذا الموقع لم يكن هكذا عبثا وإنما ينم عن دراسة إستراتيجية معمقة لها أهداف بعيدة كل البعد عن الهدف العسكري وحده، فحماد بن بلكين قصد بناء القلعة أمام أو بالقرب من سوق حمزة المشهور وذلك لجعل الحياة بداخل أسوار القلعة سهلة وتقرب كل ما هو بعيد للمواطن، فهنا كانت النظرة للقلعة على أنها مثال حي لمدينة مثالية تجمع كل الطوائف والأعراق المختلفة والتي وحدها الدين الإسلامي·

## الشكل الهندسي

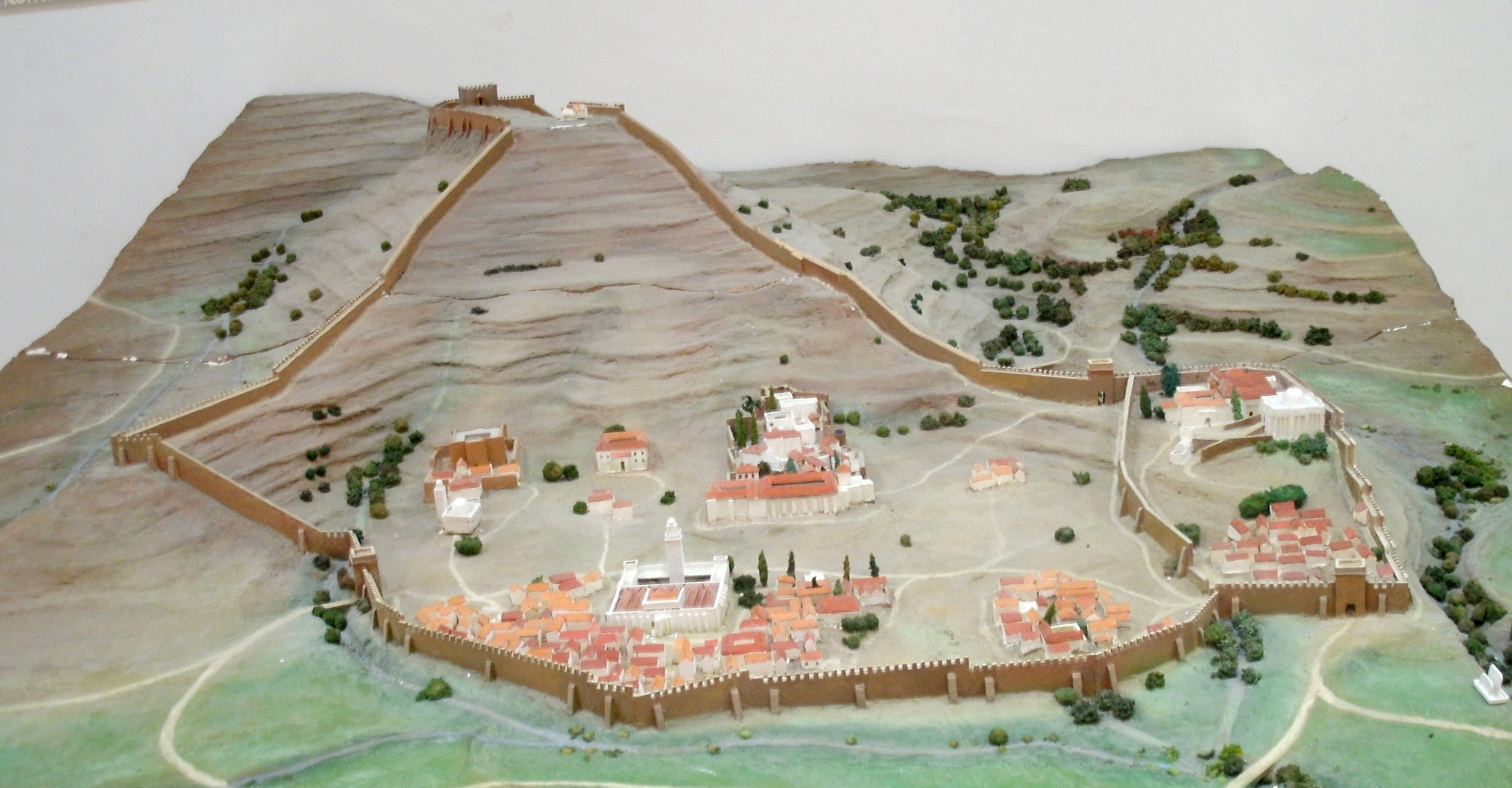
قلعة بني حماد

- بما أن هذه الآثار كانت مركزا للحضارة الحمادية فإن البنايات كانت أوسع وأكثر تعقيدا من تلك المتواجدة في مواقع أركيولوجية مماثلة ومن بين هذه البنايات نجد القصر الذي كان مشهورا آنذاك والذي يتكون من ثلاث بنايات موحدة ويعتبر شاهدا على المستوى الرفيع للمهارة الهندسية التي كان يتمتع بها الصناع والتي تعلموها من صفوة التجار الذين عاشوا في الإمارات الحمادية والذين أجبروا على الإنفاق لصالح الحاكم.
- هناك بناية بارزة أخرى بهذا الموقع وهي المسجد الذي لا زال يعتبر لحد الآن الأوسع بالجزائر. كل مظاهر هذا الموقع الأركيولوجي تستحق المشاهدة والتعرف عليها لذلك حاول قدر المستطاع أن تكون قلعة بني حماد جزءا من مخطط سفرك للجزائر.

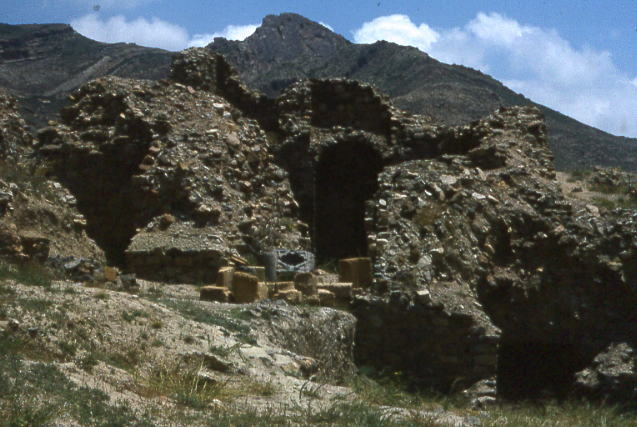
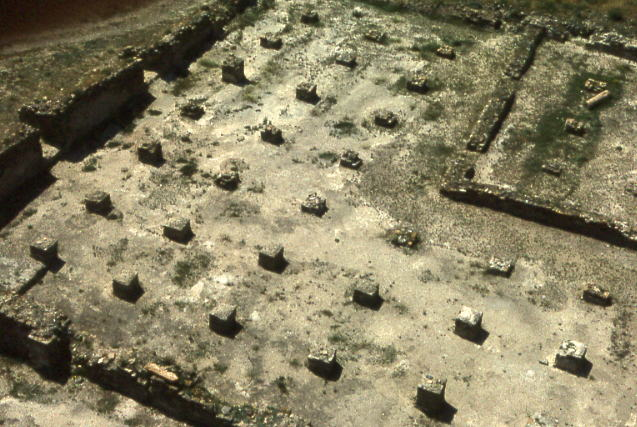
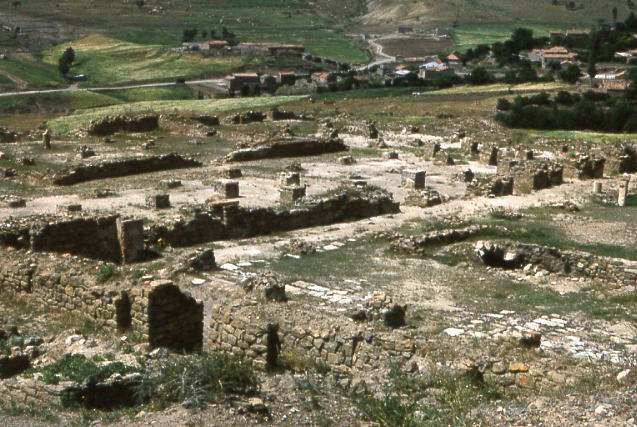
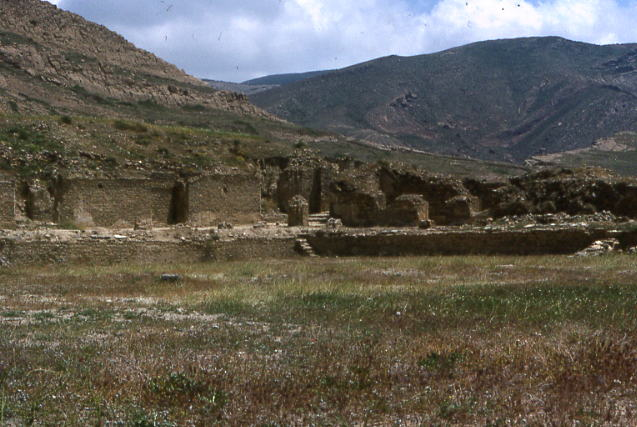
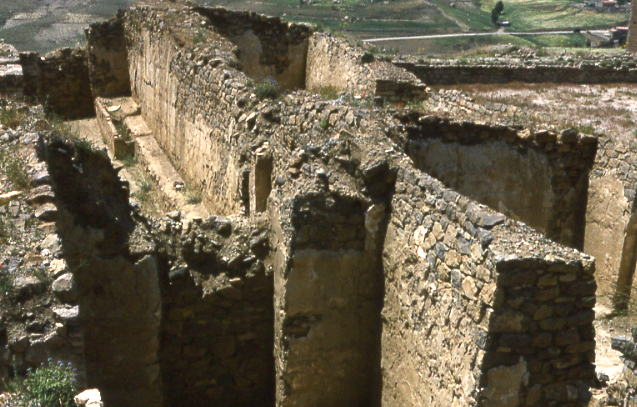
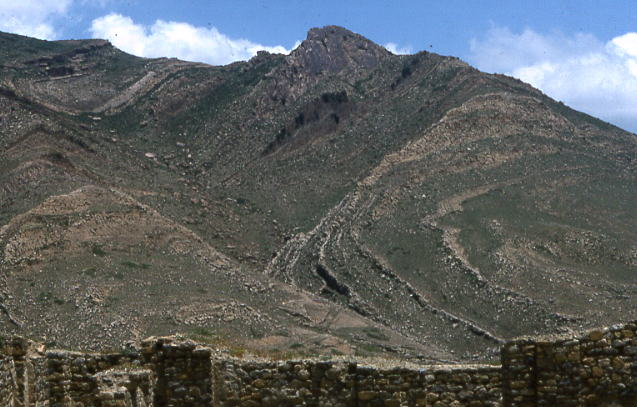
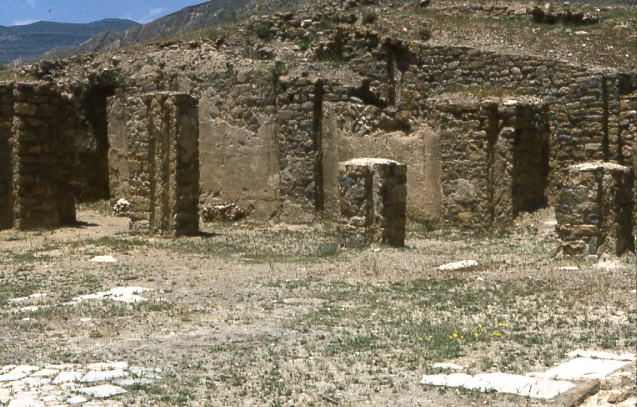
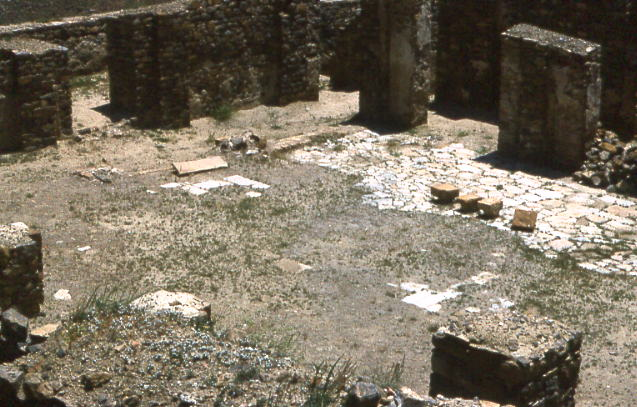
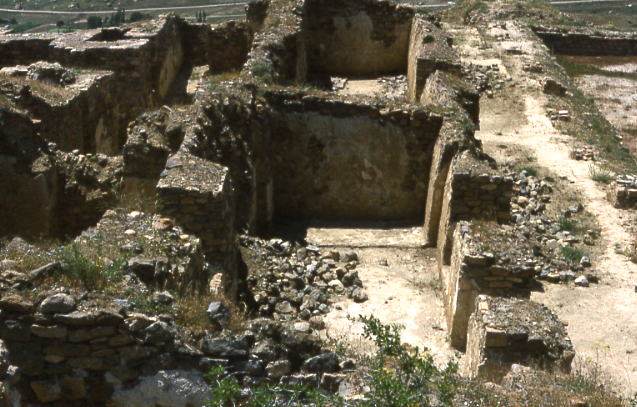
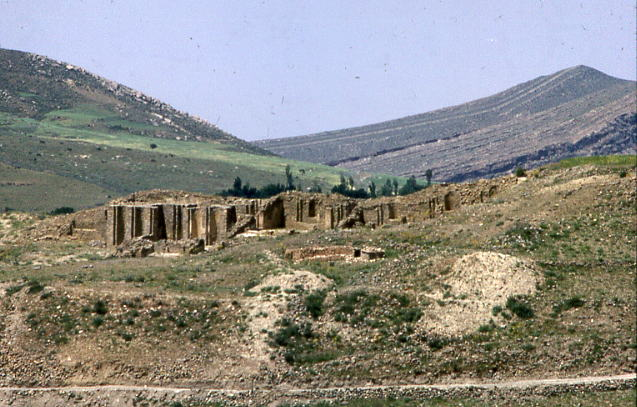
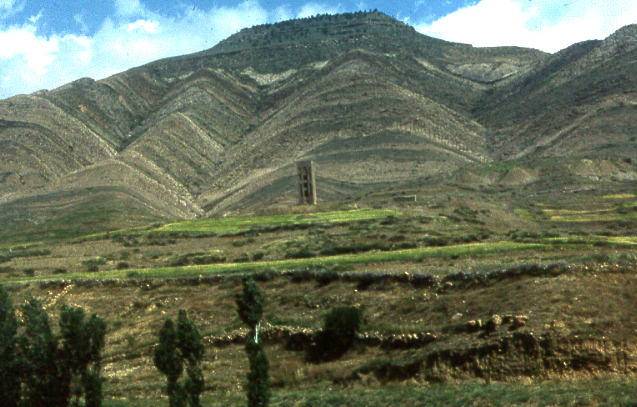
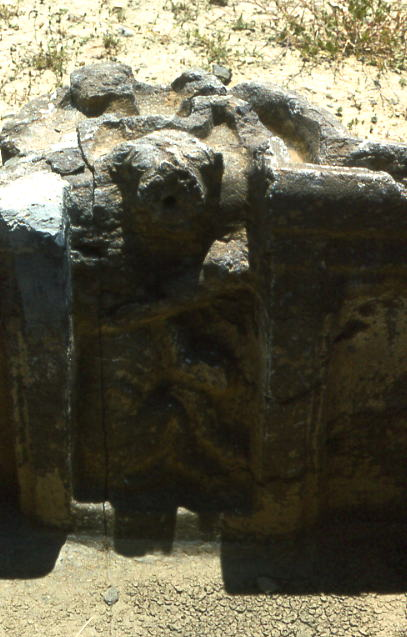
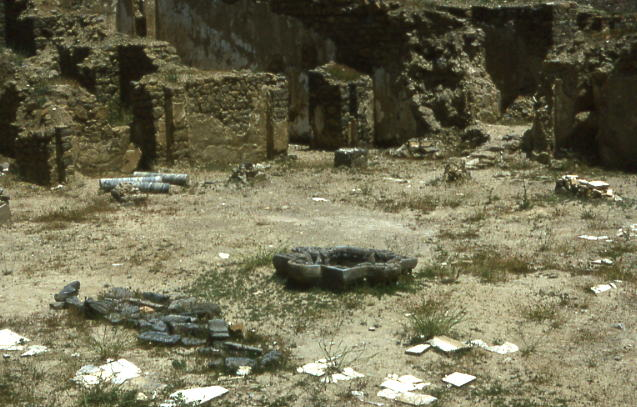
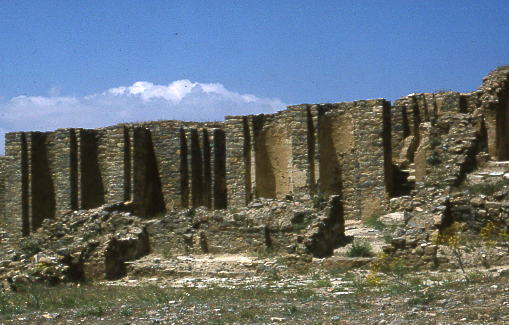

## اليونيسكو
- أدرجت اليونسكو قلعة بني حماد سنة 1980 في لائحة المواقع الأركيولوجية المهمة. أسفر بحث معمق للموقع على أن المدينة بنيت في 1007 ب م وهدمت بعد 145 سنة في 1152. إن ما يجعل هذه الآثار مهمة هو كونها تشكل نموذجا ممتازا للمدينة الإسلامية المحصنة كما أنها توفر معلومات أكثر من مثيلاتها.